# Pablo Neruda
Pablo Neruda, eredetileg: Neftalí Ricardo Reyes Basoalto (Parral, Chile, 1904. július 12. – Santiago, 1973. szeptember 23.) Nobel-díjas chilei költő.

## Életpályája
Apja vasutas volt. Néhány hónapos volt, amikor édesanyja gümőkórban meghalt.
Versei nagyon korán megjelentek a temucói lapokban. Már 1919-ben díjat nyert velük. 1921-ben Santiagóba költözött, ahol az egyetemen francia nyelvet és irodalmat tanult, de csak három évfolyamot végzett el. Ekkoriban vette fel a Pablo Neruda nevet, a cseh író, Jan Neruda tiszteletére.
Elkezdett tanítani, diplomáciai küldetéseket vállalt. 1927-ben Rangoonban, 1934-ben Barcelonában, 1935-ben Madridban volt konzul. A spanyol polgárháború kitörése után, 1936-ban hazatért. 1939-ben párizsi, 1940-1943 között mexikói konzul volt.
1945-ben a kommunista párt jelöltjeként beválasztották a szenátusba. 1948-ban – a jobboldali fordulat után – külföldre menekült. Számos országban megfordult, köztük a Szovjetunióban és Magyarországon is.
1952-ben visszatért Chilébe. A szocialista béke megteremtése érdekében kifejtett tevékenységéért 1953-ban a Szovjetunió Nemzetközi Lenin-békedíjjal tüntette ki. 1971-ben irodalmi Nobel-díjat kapott.
Lelkesen támogatta a chilei Népi Egység kormányát. Allende elnök baráti körébe tartozott. A jobboldali katonai puccs napjaiban halt meg, megmérgezték.

## Művei

### Költészet
- Alturas de Machu Picchu (1948)
- Anillos (1926)
- Canto General (1950)
- Cantos ceremoniales (1961)
- Cien sonetos de amor (1959)
- El corazón amarillo (1974)
- El mar y las campanas: Poemas (1973)
- España en el corazón: Himno a las glorias del pueblo en la guerra (1937)
- Estravagario (1958)
- Jardín de invierno (1974)
- La rosa separada (1973)
- Las piedras de Chile (1961)
- Las piedras del cielo (1970)
- Las uvas y el viento (1954)
- Libro de las preguntas (1974)
- Los versos del capitán: Poemas de amor (1952)
- Memorial de Isla Negra (1964)
- Odas elementales (1954)
- Plenos poderes (1962)
- Residencia en la tierra (1933)
- Veinte poemas de amor y una canción desesperada (1924)

#### Próza
- Confieso que he vivido: Memorias (1974)
- Correspondancia (1980)
- Discurso pronunciado con ocasión de la entrega del premio Nobel de literatura (1971)
- El habitante y su esperanza (1925)

#### Antológia
- Cuarenta y cuatro (1967)
- Páginas escogidas de Anatole France (1924)
- Romeo y Julieta (1964)
- Visiones de las hijas de Albión y el viajero mental (1935)

#### Dráma
- Fulgor y muerte de Joaquín Murieta: Bandido chileno injusticiado en California el 23 julio 1853 (1967)
- Poetry100 Love Sonnets (1986)
- A New Decade: Poems, 1958-1967 (1969)
- A Separate Rose (1985)
- Extravagaria (1972)
- Five Decades: A Selection (Poems 1925-1970) (1974)
- Full Woman, Fleshly Apple, Hot Moon : Selected Poems of Pablo Neruda (1998)
- Fully Empowered: Plenos poderes (1975)
- Isla Negra: A Notebook (1980)
- Late and Posthumous Poems, 1968-1974 (1989)
- Memoirs (1976)
- Neruda and Vallejo: Selected Poems (1971)
- New Poems, 1968-1970 (1972)
- Pablo Neruda and Nicanor Parra Face to Face (1977)
- Pablo Neruda: An Anthology of Odes (1994)
- Pablo Neruda: The Early Poems (1969)
- Passions and Impressions (1982)
- Residence on Earth (1962)
- Selected Odes of Pablo Neruda (1990)
- Selected Poems (1970)
- Spain in the Heart: Hymn to the Glories of the People at War (1993)
- Splendor and Death of Joaquin Murieta (1972)
- Stones of the Sky (1970)
- The Book of Questions (1991)
- The Captain's Verses (1972)
- The Heights of Macchu Picchu (1966)
- The House at Isla Negra (1988)
- The Sea and the Bells (1988)
- The Stones of Chile (1987)
- The Yellow Heart (1990)
- Twenty Love Poems and a Song of Despair (1969)
- Twenty Poems (1967)
- Windows That Open Inward: Images of Chile (1984)
- Winter Garden (1986)
- The Essential Neruda (2004)

## Magyarul
- Amerika 1948. Három költemény; ford. Somlyó György, fotó Antonio Quintana; Hungaria, Bp., 1949
- Ébredj favágó! Elbeszélő költemény. Részlet Pablo Neruda "Teljes Ének" "Canto General"-jából; ford., bev. Somlyó György; Szépirodalmi, Bp., 1951
- A szőlők és a szél; ford., utószó Somlyó György; Szépirodalmi, Bp., 1954
- Elemi ódák; vál., ford., utószó Somlyó György, ill. Kass János; Magyar Helikon, Bp., 1961
- Száz szerelmes szonett; ford., jegyz. Somlyó György, ill. Szász Endre; Magyar Helikon, Bp., 1962
- Óda a nyomdához; ford. Somlyó György; ill. Kass János; Magyar Helikon–Európa, Bp., 1968
- Miguel Angel Asturias–Pablo Neruda: Megkóstoltuk Magyarországot; ford. Orbán Ottó, András László, Somlyó György, bev. Boldizsár Iván; Corvina, Bp., 1968
- Pablo Neruda válogatott versei; vál., ford., életrajz Somlyó György; Európa, Bp., 1969
- Gondolatok az ólombetűről / Pablo Neruda: Óda a nyomdához / Juhász Ferenc: A betű / Weöres Sándor: Versek az ABC 25 betűjéhez; s.n., Bp., 1971
- A Macsu Pikcsu ormai; ford. Somlyó György; Magyar Helikon–Európa, Bp., 1974
- A könyvhöz. Vers; ford., bev. Somlyó György; Magyar Helikon–Európa, Bp., 1974
- Válogatott versek; szerk. Benyhe János, ford. András László et al., életrajz Somlyó György; Magyar Helikon–Európa, Bp., 1974
- Bevallom, éltem. Emlékiratok; ford. András László; Európa, Bp., 1977
- Bailando con los Negros / Pablo Neruda verse spanyolul a költő kezeírásának hasonmásával; ford. Somlyó György; Magyar Iparművészeti Főiskola, Bp., 1977
- Chile. Hat vers az "Elemi ódák"-ból; ford. Somlyó György, vál., ill. Kass János; Európa, Bp., 1977
- Oda a la poesia / Óda a költészethez; ford. Somlyó György, ill. Hincz Gyula; Magyar Helikon–Európa, Bp., 1977
- Pablo Neruda válogatott versei; ford. András László et al., vál., szerk., előszó, jegyz. Benyhe János; Kozmosz Könyvek, Bp., 1978 (A világirodalom gyöngyszemei)
- Pablo Neruda versei; vál. Benyhe János, ford. András László et al.; Európa, Bp., 1986 (Lyra mundi)
- A tenger és a harangok; vál., ford. András László, utószó Benyhe János; Európa, Bp., 1988 (Napjaink költészete)